# Garlitos

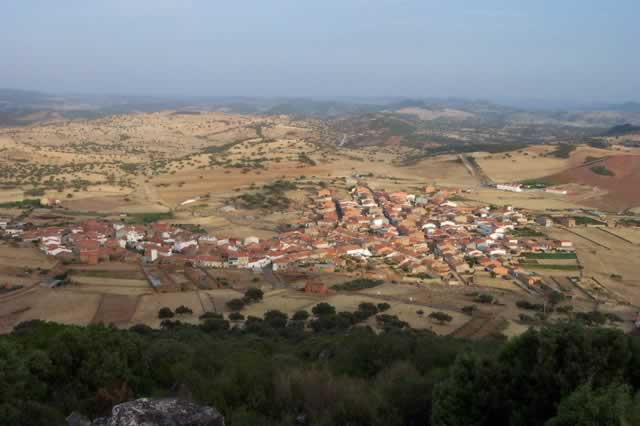
Vista panorámica del municipio de Garlitos.

Garlitos es un municipio español, perteneciente a la provincia de Badajoz (comunidad autónoma de Extremadura).

## Situación
Se encuentra al nordeste de la provincia de Badajoz a la orilla derecha del río Zújar, en el límite meridional de la comarca de La Siberia, sobre el extremo contrario que Castilblanco y Valdecaballeros, constituyendo el núcleo más antiguo de los que se localizan en el entorno de Siruela. Dista a la capital, Badajoz, 206 km y pertenece al Partido judicial de Herrera del Duque.
El nombre del pueblo, Garlitos, de origen prerromano, significa "paso estrecho".Otra explicación sobre su origen tiene que ver con el garlito, red rudimentaria a modo de tela de araña y hecha con cuerda y trozos de rama, que era utilizada en la pesca de río.

## Demografía
Garlitos cuenta con una población de 530 habitantes (INE 2024).
| Gráfica de evolución demográfica de Garlitos entre 1842 y 2021                                                        |
| |
| Población de derecho según los censos de población del INE. Población de hecho según los censos de población del INE. |

Su gentilicio es garliteño o garliteña.
Está hermanado con San Vicente dels Horts (Barcelona).

## Historia
Es el núcleo más antiguo de los que se localizan en el entorno de Siruela. De origen romano, aunque los árabes dejaron huellas de su paso por la localidad, la memoria de sus antecedentes romanos se conserva en el nombre de "la ciudad de Minerva" que aún aplican los naturales. Su existencia está documentada en época árabe, de la que perduran restos de un castillo. Tras la reconquista se integró bajo los templarios en la jurisdicción de Capilla, y más tarde en las posesiones del Duque de Benavente. En 1594 formaba parte de la Tierra de Capilla en la Provincia de Trujillo. Alcanzó la categoría de "villa" en 1635) y pasó a pertenecer al Duque de Béjar.
A la caída del Antiguo Régimen la localidad se constituye en municipio constitucional en la región de Extremadura. Desde 1834 quedó integrado en el Partido judicial de Puebla de Alcocer. En el censo de 1842 contaba con 151 hogares y 543 vecinos.

## Geografía urbana
Urbanísticamente, el núcleo se compone de dos áreas bien diferenciadas. Una, más antigua, de estructura irregular y apretada, que ocupa la parte de mayor elevación, y otra moderna, con mayor extensión y trazado regular, que se extiende por los terrenos llanos.
En los límites de Garlitos, narran sus gentes la existencia de una encina que tenía la característica de dar su fruto con la imagen de la Virgen, ya que en ese lugar se apareció la Virgen de Nazaret.

## Monumentos
En el terreno artístico y monumental la realización más reseñable es la iglesia parroquial de San Juan Bautista, en la archidiócesis de Toledo. Se trata de una construcción de piedra y ladrillo, originaria del siglo XV, ejecutada de acuerdo con el modelo de pequeño templo rural dominante en el territorio, que por su antigüedad y configuración resulta pieza de interés. Su elemento más caracterizado es una capilla levantada en 1613, según trazas, del maestro cantero Juan Bautista de Montenegro.
Sobre la fachada del Ayuntamiento viejo se conserva una lápida romana hallada en las inmediaciones de la población.
En las inmediaciones de la población, sobre el punto donde al parecer se levantó en la antigüedad un templo a Cibeles y más tarde una basílica visigoda, se encuentra la ermita de Ntra. Sra. de Nazaret, obra de notable arquitectura, con gran cuerpo y espadaña escalonada, cuya silueta recuerda la de la iglesia vieja de Peñalsordo, sobre cuyos muros lucen lápidas romanas alusivas a Miróbriga. Otra ermita destacada fue la ermita de San Antón, ya desaparecida.

## Gastronomía
En la cocina de Garlitos tienen un papel sobresaliente las elaboraciones culinarias basadas en el guiso de los peces de las corrientes fluviales y embalse de La Serena, río Zújar, cercanos.
Cuando se cocinan a orilla del agua, son asados con leña de atarfe, tamujas o encinas, sin más aditamentos que unos granos de sal. En casa, si la pieza conseguida es grande, se hacen en estofados, al horno, o con el adobo realizado a base de buen vinagre, aceite de oliva y quizá con un poco de pimentón. Si los peces son más pequeños, se pueden cocinar con diferentes estilos: fritos, en ajo, en pisto, en salmorejo o escabechados.

## Fiestas
En honor de Nuestra Señora de Nazaret el día 8 de septiembre se celebran unas singulares fiestas, cuyo acto más señalado es una procesión, en la que los participantes recorren el pueblo al son de tamboriles, formando una comitiva detrás de tres insignias denominadas abanderado, mingala y pinche.

### Otras fiestas
- San Antón, (17 de enero).
- Semana Santa.
- Virgen de las Trampas, (15 de agosto)
- San Roque, (16 de agosto)
- Virgen de Nazaret, (8 de septiembre)

## Caza y pesca
Garlitos cuenta con grandes cotos cinegéticos de caza menor y de pesca (barbo común, barbo comizo, lucio, carpa, black-bass, anguila, percasol, boga, pardilla, cangrejo rojo, etc.)
Su cuenca fluvial es muy abierta, con una llanura periférica de terreno ondulado y desarbolado, que constituye la "Serena Esteparia" de unas 100.000 ha. Tiene dos embalses consecutivos en el río Zújar, siendo el de La Serena el mayor de España: 3.232 hm³ y 14.000 ha.
Pastizal de aprovechamiento ganadero ovino y cultivos ocasionales de cereal.
Por otro lado, es un enclave excepcional para las aves esteparias nidificantes, así como invernantes.

## Los alrededores

### El entorno
Garlitos está rodeado de paisajes de gran belleza que compaginan al mismo tiempo sentimientos estéticos y necesidades vitales que invitan a una detenida contemplación. El Libro de la Montería de Alfonso XI, que entre otros muchos valores ofrece el de la Caminaría Hispánica, dado que permite trazar las rutas de montería, nos descubre un turismo rural que puede resultar atractivo.

### Las minas
El auge de la minería que tuvo lugar en Europa durante todo el siglo XIX y principios del XX puso de manifiesto la existencia de importantes labores mineras antiguas en la mayoría de los yacimientos prospectados o trabajados. Todos los grandes yacimientos conocidos habían sido ya explotados en época romana, algunos incluso también con anterioridad. La atribución a época romana de los trabajos encontrados se realiza según la magnitud y la tecnología empleada, así como por evidencias arqueológicas encontradas en las antiguas labores mineras. La investigación actual sobre la minería romana desde el punto de vista de la ingeniería se encuentra con la problemática de la reactivación posterior de la mayoría de los trabajos mineros antiguos, sin apenas registros arqueológicos previos, por lo que la pérdida de datos ha sido muy importante y difícil de cuantificar. Las campañas de conquista de los romanos pusieron en sus manos el control de zonas de mucha tradición minera. En estos casos en los que los yacimientos, por su extensión o nivel de trabajos, ya estaban suficientemente reconocidos, simplemente se limitaron a racionalizar las estructuras de las explotaciones para proceder a su profundización, resolviendo con éxito el principal problema, que era la existencia de agua en el laboreo. La progresión de cualquier explotación se enfrenta con la necesidad de profundizar continuamente las labores para poder mantener los niveles de producción, por lo que a medida que aumenta la profundidad el problema del agua se acentúa.
La solución efectiva más aplicada desde antiguo para resolver los problemas de desagüe y acceso fue la realización de galerías de drenaje en aquellas explotaciones donde el relieve del terreno es favorable, alcanzando su máximo exponente en época romana mediante grandes trazados que llegan a tener en algunos casos hasta casi dos kilómetros de longitud y aunque se conocen algunos ejemplos de galerías de desagüe desde la Edad del Bronce su corto trazado de apenas una decena de metros no admite comparación con las grandes obras de desagüe romanas en las que fue preciso utilizar técnicas de topografía subterránea, no desarrolladas anteriormente y de las que de momento no se tienen evidencias materiales, pero cuyos resultados son evidentes.
- Los lucernarios

La iluminación en los frentes de trabajo se realizaba mediante lámparas de aceite, lucernas, elaboradas en arcilla cocida, semejantes a aquellas que eran utilizadas en el ámbito doméstico romano, cuyo diseño y decoración permite a veces su encuadre en un período determinado. El emplazamiento de las lámparas se hacía sistemáticamente en pequeñas oquedades excavadas en los hastíales. Estos huecos reciben el nombre de lucernario y su distribución y espaciado puede dar alguna idea de los ciclos de trabajo en el interior de la mina.
- Herramientas

Como útiles de arranque, en los trabajos mineros subterráneos romanos se introduce el uso generalizado de herramientas de hierro frente a los útiles de piedra y hueso de épocas anteriores. Se utilizan cuñas metálicas o de madera, martillos diversos, picos y punteros, apoyados por rastrillos y palas para cargar el mineral. Se sigue utilizando el fuego y agua alternativamente en el interior de las minas para romper la roca muy dura, tanto para el avance de galerías como para el abatimiento de masas de roca mineralizada.
Como sistema básico de sostenimiento y entibación de labores mineras se sigue manteniendo la utilización de la madera. Su uso está constatado ya desde la antigüedad por los restos aparecidos en explotaciones mineras. El transporte del mineral hasta la superficie se venía realizando manualmente en espuertas y capazos por las propias labores de explotación y galerías. Para las operaciones de izado se utilizaban cables confeccionados con fibras vegetales o cuero, bien directamente o combinados con poleas, cuyo uso se generaliza.
La minería subterránea se concentra principalmente en los parajes conocidos como Las Minillas y El Borracho, aunque también merecen mención, el filón de Cañalarga, con Barita y Galena con una corrida de varios kilómetros y la mina de Plomo y Zinc de Santa Isabel.
- Las Minillas

Las Minillas constituyen una mineralización típicamente filoliana. El complejo minero se encuentra situado a unos 2 km al sureste de la localidad, 38° 51´N - 5° 1´W y se accede desde esta mediante un carril conocido por el Camino Colorao, que se dirige precisamente a las minas. Se explotaron diversos filones de galena encajantes en esquistos silúricos. Las extensas labores antiguas incluyen trincheras y minería subterránea hasta 173 metros. Se documentó una galería de desagüe en el nivel de 40 m y durante el laboreo moderno aparecieron también entibos y una polea de encina así como lucernas y fragmentos de ánforas, nada de ello conservado. En superficie tanto en las en escombreras como en un posible asentamiento se han conservado materiales del siglo uno antes de Cristo – Rev. Arqueología n.º 58 (1986) - 10-18. -. La explotación moderna se realizó en una corrida de más de 500 m. mediante dos pozos principales, llamados de San Pedro y San Pablo. La mineralización es de galena argentífera (AgPb), con ganga de cuarzo-carbonatados, dándose por finalizadas las labores en los años 70.
- El Borracho

El Borracho constituye una de las áreas más interesantes desde el punto de vista geológico de la región, pues en la misma se superponen diversos procesos de formación de rocas y metales, unidos a un paisaje singular, condicionado por el encajamiento del río Esteras. La mineralización es de Cerusita, cuya etimología proviene de la palabra latina cerusa, que significa plomo blanco. Existen dos mineralizaciones diferentes:
- El Borracho Antiguo

Las labores mineras del Borracho Antiguo se extienden en paralelo al valle del río Esteras. Su proximidad a este hizo que las labores tuvieran que ser abandonadas, pues a ciertas profundidades el desagüe era ya imposible. En estas labores se explotó el llamado filón Sergio. La mineralización la constituye Galena Argentífera, con Pirita y Cuarzo-Carbonatos como ganga.
- El Borracho Nuevo

El Borracho Nuevo es otra mineralización formada por dos filones principales: Perla y Esperanza–Potentes. La mineralización está constituida por Galena Argentífera. Las labores mineras estuvieron en actividad hasta los años 70 y la principal se realizó en el pozo Perla.De “Alarcón, M. (1985). Petrología y mineralogía de la Granodiorita de Garlitos. Tesis de Licenciatura. Universidad de Granada”. Tanto en las Minillas como en el Borracho se han encontrado martillos mineros de piedra que atestiguarían una explotación prerromana. RevArqueologia n.º 58 (1986)10-18.

### Tierra Blanca de Garlitos
El caolín, término de origen chino, es una arcilla pura y blanca, que procede de la descomposición de las rocas de feldespato, útil, entre otras muchas aplicaciones, para la fabricación de porcelanas y para dar blancura y gramaje al papel. En nuestro pueblo se utilizaba para blanquear el interior de las casas o enjalbegar y su comercio estaba reducido a las localidades del entorno, donde se conocía con el nombre de “Tierra Blanca de Garlitos”.
Ya en 1530 se fijaron facilidades a los vecinos de Siruela para beneficiarse de la Tierrablanca de Garlitos, cuyo laboreo estuvo centrado en los Terreros y se dio por finalizado en la década de los años 60.
Un equipo multidisciplinar apoyado por la Comunidad de Madrid y coordinado por el Instituto de Cerámica y Vidrio del Consejo Superior de Investigaciones Científicas, CSIC, ha abordado el estudio integral de la actividad productiva de la Real Fábrica de Porcelanas del Buen Retiro, creada por Carlos III a raíz de la introducción de la porcelana china en Europa a lo largo del siglo XVIII y cuyo precipitado final, como consecuencia de la guerra de la Independencia, ocasionó la pérdida de la mayor parte de la documentación, envolviendo su historia en una densa nebulosa, sólo alumbrada por algunas aportaciones aisladas. De las cuatro épocas en que se divide la actividad de la Real Fábrica, los autores de la investigación han establecido, en unos primeros estudios, cual fue el proceso de fabricación y la constitución mineralógica de las porcelanas del último periodo correspondiente a Bartolomé Sureda, presentando los resultados realizados sobre una pieza, procedente de las excavaciones arqueológicas realizadas en el lugar que ocupó la Real Fábrica del Buen Retiro entre los años 1760 y 1803 y de su composición parece deducirse que la muestra ha sido formulada como las porcelanas chinas clásicas, es decir a base de cuarzo, feldespato y caolín. El estudio microestructural puso de manifiesto que se trata de un material con baja porosidad y constituido por muy pequeños cristales de cuarzo y la muy uniforme microestructura del soporte les conduce a la conclusión de que, muy probablemente, se utilizó en su fabricación un solo tipo de arcilla y que de todos los posibles materiales ensayados entre 1784 y 1803 el único material que pudiera haberse utilizado en la formulación de la pasta de porcelana, es la denominada arcilla de Garlitos. Dicha arcilla puede considerarse como representativa de las denominadas tierras blancas, utilizadas desde antiguo para enjalbegar las casas. Conclusión a la que llegan los autores después de haber analizados dos muestras tomadas de la zona de Garlitos. La observación de la textura después de los ensayos de cocción preliminares, induciría, en el caso de la tierra blanca de Garlitos, a su utilización como tal.

### Los Molizares
A unos dos kilómetros al sureste de Garlitos se extienden los afloramientos de un macizo de rocas intrusivas de composición granodítica de tipo berrocal, aunque no perfectamente desarrollado, cortado por el río Esteras. La carretera nueva que desde la de Almadén a Peñalsordo llega a Garlitos lo bordea y corta tangencialmente por su extremo SO y ofrece unas buenas vistas de su relieve. A simple vista se reconoce como una textura granular de grano medio fino, así como una cierta abundancia de minerales oscuros, fundamentalmente biotita, que le confiere una tonalidad gris oscura. Su mineralogía incluye plagioclasa, cuarzo, feldespato potásico y biotita como minerales mayoritarios y presentan mineralizaciones de sulfuros de plomo y zinc de carácter filoniano.
Los Molizares de Garlitos presentan características que los hacen interesantes para su explotación comercial como roca industrial, pero la fracturación que presentan impide toda explotación, de esta forma, no existe en toda su extensión cartográfica ninguna cantera reseñable.
Como muestra de su utilización como material noble empleado en la construcción, el pueblo conserva piezas de esta piedra perfectamente labradas a la entrada de las casas, a modo de umbral.

### El embalse de la Serena
El pantano de La Serena su nombre de la comarca donde está ubicado, siendo el embalse mayor de España y el tercero de Europa tras el de Kremasta, en Grecia y Alqueva en Portugal. Lo que más sorprende de la presa de La Serena es que está construida entre dos embalses, con agua a ambos lados. La presa, tiene 91 m de altura y una longitud de 580 m en coronación. Su construcción, realizada entre los años 1985 y 1991, fue bastante compleja. Se necesitaron más de un millón de metros cúbicos de hormigón y supuso restituir 89 km de carreteras, 3.285 m de nuevos viaductos, así como 1,5 km de vías de ferrocarril. Su gran capacidad, 3.232 hm³ permite mantener lleno el embalse del Zújar que riega 22.000 ha y gracias al túnel reversible de interconexión entre los embalses de Orellana y Zújar, puede también enviar agua a la zona regable de Orellana, además, tiene instalada una central de producción de energía eléctrica de 23.300 kW de potencia. Abrió por primera vez sus aliviaderos el 8 de febrero de 1997 para inundar 14.000 ha, con 500 km de costa. El presupuesto de la obra se acercó a los 20.000 millones de pesetas, de los que 6.000 fueron dedicados a las expropiaciones. La construcción del embalse ha supuesto la creación de un microclima de humedad y frescor insólitos en la zona.